# Treviso
Treviso (beneško Trevixo; arh. slovensko: Treviž) je mesto in občina v Benečiji v severni Italiji, glavno mesto pokrajine Treviso. Občina ima 83.449 prebivalcev, okoli 3000 jih živi za beneškim obzidjem ali v zgodovinskem in spomeniško zaščitenem središču, okoli 80.000 ljudi živi v mestu, v zaledju pa približno 170.000, v širšem urbanem območju torej okoli 250.000. Mesto je sedež tekstilnih podjetij Benetton, Sisley, Stefanel, Geox, Diadora in Lotto Sport Italia, izdelovalec aparatov za kavo De'Longhi in koles Pinarello.
Treviso je znan tudi kot center območja, od koder izvira vino prosecco, in eno od več mest, za katera domnevajo, da iz njih izvira priljubljena italijanska sladica tiramisu.

## Zgodovina

### Starejša zgodovina
Nekateri znanstveniki menijo, da ime starodavnega mesta Tarvisium izhaja iz imena za naselje keltskega plemena Tavriski. Drugi ime pripisujejo grškemu korenu tarvos, kar pomeni "bik". Sicer je že v mapah, ki jih vsebuje Ravennatis Anonymi Cosmographia iz sedmega stoletja, uporabljeno ime Trabision.
Tarvisium je postal municipij leta 89 pred našim štetjem, ko so Rimljani dodali Cisalpsko Galijo svojemu ozemlju. Državljani so se šteli za rimsko ljudstvo. Mesto leži v bližini rimske ceste Via Postumia, ki je povezovala Opitergium (Oderzo) in Oglej, dve večji mesti rimske Benečije v antičnem in zgodnjem srednjem veku.  Antični pisci Treviso redko omenjajo, čeprav Plinij starejši piše o Silisu, reki Sile, ki teče ex montibus Tarvisanis.
V rimskem obdobju se je v Trevisu razširilo krščanstvo. Po izročilu je sveti Prosdocij, Grk, ki ga je sveti Peter posvetil za škofa, prinesel katoliško vero v Treviso in okolico. Do 4. stoletja se je krščansko prebivalstvo dovolj povečalo, da so dobili stalnega škofa. Prvi dokumentirani škof je bil Janez Pij , ki je začel svoje škofovanje leta 396.

### Zgodnji srednji vek
Treviso je po padcu zahodnega rimskega cesarstva začel nazadovati, a se je izognil napadom Atile in je ostal pomembno središče v 6. stoletju. Treviso naj bi bil rojstni kraj Totile, vodje Ostrogotov med gotsko vojno. Po gotskih vojnah je pripadel bizantinskemu eksarhatu Ravena, leta 568 pa je bil priključen Langobardom in  postal eden od 36 vojvodskih sedežev in sedež pomembne kovnice. To je bilo še posebej pomembno med vladanjem zadnjega langobardskega kralja Deziderija, ki je koval kovance, še ko je severna Italija pripadala frankovskemu cesarstvu. Ljudje iz mesta so imeli tudi pomembno vlogo pri ustanovitvi Benetk.
Karel Veliki je ustanovil glavno mejno marko, treviško marko (Marca Trevigiana), ki je obstajala več stoletij.

### Srednji vek
Treviso se je pridružil Lombardski zvezi in se osamosvojil po sprejemu miru iz Konstance (1183). To je trajalo vse do vzpona seniorjev v severni Italiji. Trevisu so vladale različne družine, družina Ezzelino da Romano od 1237 do 1260. Po bojih med gvelfi in gibelini s prvim zmagoslavjem Gherarda III. da Camina leta 1283 je Treviso doživel velik gospodarski in kulturni razvoj, ki se je nadaljeval do leta 1312. Treviso in njegova satelitska mesta, med njimi Castelfranco Veneto (Trevižani so ga ustanovili kot nasprotje Padovi), je postal privlačen za sosednje mogotce, tudi za družini Carrara in Scaligeri. Po padcu zadnjega Camina, Rizzarda IV., je bila marka prizorišče nenehnih bojev in pustošenj (1329–1388).
Treviški notar in zdravnik Oliviero Forzetta je bil navdušen zbiralec starin in risb; zbirka je bila objavljena v katalogu leta 1369. Najzgodnejši katalog je ohranjen. 

### Beneška vladavina
Po Scaligerijevi vladavini med 1329 in 1339 je mesto pripadlo Beneški republiki, ki je postalo prva opazna celinska posest Serenissime. Od leta 1318 je bilo nekaj časa tudi sedež univerze. Beneška vladavina je prinesla neštete koristi, a je bil Treviso vključen v benečanske vojne. Od 1381 do 1384 je mesto zajel in mu vladal avstrijski vojvoda, potem pa Carraresi do leta 1388. Po vrnitvi pod Benetke je bilo mesto utrjeno z ogromno vrsto zidov in obzidij, ki so vidni še vedno: v naslednjem stoletju so pod vodstvom Giovannija Gioconda obnovili dvoje vrat, ki so jih zgradili Langobardi. Številne vodne poti so bile izkoriščene z več vodnimi kolesi, ki so jih večinoma uporabljali v mlinih za mletje žita. Reke so bile plovne in z "barconi" so prišli iz Benetk v pristanišče Treviso (Porto de Fiera) plačat dajatve in se znebit blaga in potnikov ob Rivieri Santa Margherita. Ribiči so svež ulov vsak dan prodajali na ribji tržnici v Trevisu, ki jo imajo še danes na otoku, povezanem s preostalim delom mesta z dvema majhnima mostovoma na obeh koncih.

### Francoska in avstrijska oblast
Treviso so leta 1797 zasedli Francozi pod vodstvom Mortierja, ki je bil imenovan za vojvodo Trevisa. Francoska prevlada je trajala do Napoleonovega poraza, potem pa je prešla pod Avstrijsko cesarstvo. Državljani, še vedno po srcu zvesti padli Beneški republiki, so bili nezadovoljni s cesarsko oblastjo, zato so marca 1848 pregnali Avstrijce. Ko je bilo mesto bombardirano, so se bili ljudje prisiljeni predati. Avstrijska oblast se je nadaljevala, dokler ni bil Treviso leta 1866 s preostalo Benečijo dodan Kraljevini Italiji.

### Od 19. stoletja dalje
Med prvo svetovno vojno je bil pri Trevisu strateški položaj avstrijske fronte. Nekoliko severno, v bitki pri Vittoriu Venetu, se je vojna obrnila.
Med drugo svetovno vojno je bilo v Monigu v bližini Trevisa eno izmed številnih italijanskih koncentracijskih taborišč za slovenske in hrvaške civiliste iz Ljubljanske pokrajine. Razpuščeno je bilo s kapitulacijo Italije leta 1943.
Ob koncu vojne so mesto 7. aprila 1944 (na veliki petek) bombardirali zavezniki. Velik del srednjeveških struktur mesta je bil uničen, tudi del Palazzo dei Trecento, kar je povzročilo smrt okoli 1000 ljudi. Pozneje je bila obnovljena.
Januarja 2005 je bomba, skrita v čokoladno jajce, eksplodirala na ulici v Trevisu, kar so pripisali neznanemu teroristu, "italijanskemu unabomberju".

## Geografija
Treviso leži ob sotočju rek Botteniga in Sile, 30 km severno od Benetk, 50 km vzhodno od Vicenze, 40 km severovzhodno od Padove in 120 km južno od Cortine d'Ampezzo, približno 15 km jugozahodno na ravnini med beneškim zalivom in Alpami.
Podnebje je blago s primernimi padavinami vse leto. Köppnova podnebna klasifikacija je "Cfb" (zmerno toplo vlažno podnebje s toplim poletjem). 

## Znamenitosti
- Poznoromansko, zgodnjegotsko cerkev svetega Frančiška je frančiškanska skupnost zgradila med letoma 1231 in 1270. Napoleonovi vojaki so jo uporabljali kot konjušnico. Ponovno je bila odprta leta 1928. Notranjost je enoladijska s petimi kapelicami. Na levi steni je romansko-bizantinska freska – portret svetega Krištofa (pozno 13. stoletje). Velika kapela ima sliko štirih evangelistov Tommasa da Modene. Njemu je pripisana tudi freska Matere božje z detetom in sedem svetnikov (1350) v prvi kapeli na levi strani. Naslednja kapela ima fresko Marija in štirje svetniki iz leta 1351, ki jo je naslikal mojster iz Feltre. Cerkev je med drugim grobnica Pietra Alighierija, Dantejevega sina, in Francesce Petrarce, hčerke pesnika Petrarce;
- Loggia dei Cavalieri, vidni so romanski in bizantinski vplivi. Zgradil jo je podeštat Andrea da Perugia (1276) kot prostor za srečanja, pogovore in igre, namenjen višjemu razredu;
- Piazza dei Signori (trg graščakov) s Palazzo di Podesta (pozno 15. stoletje);
- cerkev svetega Nikolaja, mešanica beneških romanskih in francoskih gotskih elementov 13. stoletja. Ima glavno in dve stranski ladji s petimi kapelami v apsidah. V njej so pomembne freske Tomasa iz Modene, ki prikazujejo svetega Romualda, sveto Nežo in redemptorista, svetega Hieronima pri njegovi študiji. Prav tako je mogoče videti rožni venec slikarja  Santa Peranda. Omembe vredna je tudi freska svetega Krištofa na vzhodni strani cerkve, ki je najstarejša upodobitev v steklu v Evropi;
- stolnica svetega Petra; cerkvica je bila zgrajena v poznem rimskem času, dodali so ji kripto in kapeli Santissimo in Malchiostro (1520). Po številnih prenovah v romanskem slogu so od prvotne rimske stavbe ostala le vrata. Leta 1768 so jo porušili in obnovili v neoklasicističnem slogu, le grobnica je ostala iz prejšnje stavbe. Sedanja fasada je iz leta 1836. V notranjosti so med drugimi dela Il Pordenoneja in Tiziana (Oznanjenje – v kapeli Malchiostro). Stavba ima sedem kupol, pet nad ladjo in dve nad kapelami;
- Palazzo dei trecento, zgrajena je bila v 13.–14. stoletju;
- Piazza Rinaldi. Tri palače družine Rinaldi, prva je bila zgrajena v 12. stoletju po njihovem pobegu od Barbarosse, druga ima nenavadne loke v loži v prvem nadstropju in je iz 15. stoletja. Tretja je bila dodana v 18. stoletju;
- Ponte di Pria (Kamniti most) je vzdolž mestnega obzidja, kjer se reka Botteniga razdeli v tri kanale, ki prečkajo mestno središče (Cagnan Grande, Cagnan di Mezzo, Roggia);
- Monte di Pietà s Cappello dei Rettori. Hiša je bila zgrajena za judovsko posojilnico. V drugem nadstropju je Cappella dei Rettori, laična dvorana za sestanke s freskami Il Pozzoserrata.

## Parki in vrtovi
- botanični raziskovalni park (Giardino Fenologico) Alessandra Marcella
- botanični vrt, Orto Botanico Conservativo Carlo Spegazzini
- botanični vrt, Orto Botanico Conservativo Francesco Busnello

## Pobratena mesta
Treviso je pobraten z mesti:
- Orléans, Francija[9]
- Temišvar, Romunija
- Curitiba, Brazilija
- Neuquén, Argentina
- Griffith, Avstralija